# 宮古島市立池間小中学校
宮古島市立池間小中学校（みやこじましりつ いけましょうちゅうがっこう）は、沖縄県宮古島市平良字池間にある公立（市立）の小中学校。
また、同校は幼稚園、小学校、中学校を併設する幼小中併設校である。

## 概要

### 児童・生徒
- 池間小学校 - 16人（3学級）
- 池間中学校 - 10人（2学級）

2018年（平成30年）5月1日現在

### 教員
- 池間小学校 - 6人
- 池間中学校 - 6人

2018年（平成30年）5月1日現在

## 沿革
- 1903年（明治36年）- 池間尋常小学校を設立する。
- 1935年（昭和10年）- 池間尋常小学校が池間尋常高等小学校となる。
- 1948年（昭和23年）- 池間小学校に改称する。
平良南中学校池間分校を設立する。
- 1949年（昭和24年）- 平良南中学校池間分校が池間中学校として独立する。
池間小学校と併置し、池間小中学校となる。
- 1976年（昭和51年）- 池間小中学校が池間小学校と池間中学校に分離する。
- 1999年（平成11年）- 日本野生生物保護実績発表大会で池間小学校が自然保護局長賞を受賞する。
- 2006年（平成18年）- 第7回環境部下教育散乱防止活動部門最優秀校として池間中学校が環境大臣賞を受賞する。
- 2011年（平成23年）4月1日 - 池間小学校と池間中学校が再び併置され、池間小中学校となる。